# Bouville (Eure-et-Loir)
Bouville è un comune francese di 528 abitanti situato nel dipartimento dell'Eure-et-Loir nella regione del Centro-Valle della Loira.

## Società

### Evoluzione demografica
Abitanti censiti